# 五龍会
五龍会は、北海道札幌市に本部を置く暴力団で、神戸山口組の二次団体。

## 略歴
- 2015年11月、青木和重は六代目山口組・四代目誠友会を離脱。
- 2016年7月、青木は神戸山口組若中として参画。その後、若頭補佐を経て副本部長に昇格。

## 当代
- 青木和重（神戸山口組副本部長）

## 構成
- 会　長 - 青木和重
- 若　頭 - 大崎雄司